# Єва Дальбек
Єва Дальбек (повне ім'я при народженні Єва Елізабет Лампелль, швед. Eva Elisabet Dahlbeck, Eva Elisabet Lampell; 8 березня 1920, Сальтше-Дувнес, Стокгольм — 8 лютого 2008, Стокгольм) — шведська акторка, письменниця, кіносценарист.

## Біографія
У 1944 році закінчила престижну Акторську школу при Королівському драматичному театрі Стокгольма. Виступала на сцені цього театру з 1944 по 1964. Грала в п'єсах Стріндберга, Стіга Дагермана та ін. У кіно дебютувала в 1941, загалом брала участь у більше ніж 50 стрічках, грала в шістьох фільмах Інгмара Бергмана.
У 1964 пішла зі сцени, востаннє знялася в кіно в 1970 році. Зайнялася літературою, написала 10 романів, кілька книг віршів, сценарій для фільму 1966 року Арне Маттсона «Вбивство в Іньхе».

## Фільмографія
| Рік  |   | Українська назва                            | Оригінальна назва                           | Роль             |
| ---- | - | ------------------------------------------- | ------------------------------------------- | ---------------- |
| 1942 | ф | Ride Tonight!                               | Ride Tonight!                               |                  |
| 1947 | ф | Дві жінки                                   | Two Women                                   |                  |
| 1948 | ф | Єва                                         | Eva                                         |                  |
| 1949 | ф | Only a Mother                               | Only a Mother                               |                  |
| 1951 | ф | Sköna Helena                                | Sköna Helena                                |                  |
| 1952 | ф | Secrets of Women                            | Secrets of Women                            |                  |
| 1953 | ф | Варавва                                     | Barabbas                                    |                  |
| 1953 | ф | The Village (1953 film)                     | The Village                                 |                  |
| 1954 | ф | Урок кохання                                | A Lesson in Love                            | Маріанна Ернеман |
| 1955 | ф | Жіночі мрії                                 | Dreams                                      |                  |
| 1955 | ф | Усмішки літньої ночі                        | Smiles of a Summer Night                    | Дезіре Армфельдт |
| 1956 | ф | Last Pair Out                               | Last Pair Out                               |                  |
| 1957 | ф | Summer Place Wanted                         | Summer Place Wanted                         |                  |
| 1958 | ф | Біля витоків життя                          | Brink of Life                               |                  |
| 1962 | ф | The Counterfeit Traitor                     | The Counterfeit Traitor                     |                  |
| 1963 | ф | All These Women                             | All These Women                             |                  |
| 1964 | ф | Loving Couples                              | Loving Couples                              |                  |
| 1965 | ф | Коти                                        | The Cats                                    |                  |
| 1966 | ф | Істоти                                      | Les Créatures                               |                  |
| 1967 | ф | Hagbard and Signe                           | Hagbard and Signe                           |                  |
| 1967 | ф | People Meet and Sweet Music Fills the Heart | People Meet and Sweet Music Fills the Heart |                  |
| 1971 | ф | Tintomara                                   | Tintomara                                   |                  |